# Фарбер (Міссурі)
Фарбер (англ. Farber) — місто (англ. city) в США, в окрузі Одрейн штату Міссурі. Населення — 255 осіб (2020).

## Географія
Фарбер розташований за координатами 39°16′27″ пн. ш. 91°34′36″ зх. д. / 39.27417° пн. ш. 91.57667° зх. д. (39.274235, -91.576708). За даними Бюро перепису населення США в 2010 році місто мало площу 0,74 км², з яких 0,74 км² — суходіл та 0,00 км² — водойми.

## Демографія
Згідно з переписом 2010 року, у місті мешкали 322 особи в 150 домогосподарствах у складі 83 родин. Густота населення становила 434 особи/км². Було 164 помешкання (221/км²).
Расовий склад населення:
| - 92,9 % — білих - 1,6 % — чорних або афроамериканців - 0,6 % — корінних американців |

До двох чи більше рас належало 4,7 %. Частка іспаномовних становила 0,6 % від усіх жителів.
За віковим діапазоном населення розподілялося таким чином: 22,4 % — особи молодші 18 років, 59,0 % — особи у віці 18—64 років, 18,6 % — особи у віці 65 років та старші. Медіана віку мешканця становила 42,2 року. На 100 осіб жіночої статі у місті припадало 97,5 чоловіків; на 100 жінок у віці від 18 років та старших — 93,8 чоловіків також старших 18 років.
Середній дохід на одне домашнє господарство становив 43 468 доларів США (медіана — 39 792), а середній дохід на одну сім'ю — 49 118 доларів (медіана — 51 250). За межею бідності перебувало 22,5 % осіб, у тому числі 35,4 % дітей у віці до 18 років та 3,6 % осіб у віці 65 років та старших.
Цивільне працевлаштоване населення становило 155 осіб. Основні галузі зайнятості: виробництво — 22,6 %, освіта, охорона здоров'я та соціальна допомога — 16,8 %, публічна адміністрація — 16,1 %.